# Champanhac (Cantal)
Champanhac (en francès Champagnac) és un municipi francès situat al departament de Cantal i a la regió d'Alvèrnia-Roine-Alps. L'any 2007 tenia 1.120 habitants.

## Demografia

### Població
El 2007 la població de fet de Champagnac era de 1.120 persones. Hi havia 493 famílies de les quals 155 eren unipersonals (56 homes vivint sols i 99 dones vivint soles), 183 parelles sense fills, 127 parelles amb fills i 28 famílies monoparentals amb fills.
La població ha evolucionat segons el següent gràfic:
Habitants censats

### Habitatges
El 2007 hi havia 689 habitatges, 499 eren l'habitatge principal de la família, 142 eren segones residències i 48 estaven desocupats. 581 eren cases i 99 eren apartaments. Dels 499 habitatges principals, 367 estaven ocupats pels seus propietaris, 117 estaven llogats i ocupats pels llogaters i 15 estaven cedits a títol gratuït; 6 tenien una cambra, 31 en tenien dues, 124 en tenien tres, 173 en tenien quatre i 166 en tenien cinc o més. 330 habitatges disposaven pel capbaix d'una plaça de pàrquing. A 242 habitatges hi havia un automòbil i a 176 n'hi havia dos o més.

### Piràmide de població
La piràmide de població per edats i sexe el 2009 era:
| Homes | Edats   | Dones |
| ----- | ------- | ----- |
| 0     | 95 o +  | 0     |
| 0     | 90 a 94 | 4     |
| 0     | 85 a 89 | 12    |
| 8     | 80 a 84 | 12    |
| 32    | 75 a 79 | 28    |
| 32    | 70 a 74 | 32    |
| 44    | 65 a 69 | 36    |
| 36    | 60 a 64 | 44    |
| 28    | 55 a 59 | 32    |
| 40    | 50 a 54 | 48    |
| 44    | 45 a 49 | 56    |
| 40    | 40 a 44 | 12    |
| 28    | 35 a 39 | 56    |
| 56    | 30 a 34 | 24    |
| 32    | 25 a 29 | 32    |
| 32    | 20 a 24 | 12    |
| 40    | 15 a 19 | 28    |
| 20    | 10 a 14 | 24    |
| 36    | 5 a 9   | 44    |
| 16    | 0 a 4   | 36    |

## Economia
El 2007 la població en edat de treballar era de 686 persones, 468 eren actives i 218 eren inactives. De les 468 persones actives 422 estaven ocupades (237 homes i 185 dones) i 47 estaven aturades (24 homes i 23 dones). De les 218 persones inactives 87 estaven jubilades, 39 estaven estudiant i 92 estaven classificades com a «altres inactius».

### Ingressos
El 2009 a Champagnac hi havia 499 unitats fiscals que integraven 1.123 persones, la mediana anual d'ingressos fiscals per persona era de 14.281 €.

### Activitats econòmiques
Dels 26 establiments que hi havia el 2007, 1 era d'una empresa extractiva, 2 d'empreses alimentàries, 6 d'empreses de construcció, 8 d'empreses de comerç i reparació d'automòbils, 2 d'empreses de transport, 1 d'una empresa d'hostatgeria i restauració, 1 d'una empresa immobiliària, 1 d'una empresa de serveis, 1 d'una entitat de l'administració pública i 3 d'empreses classificades com a «altres activitats de serveis».
Dels 10 establiments de servei als particulars que hi havia el 2009, 1 era una oficina de correu, 1 taller de reparació d'automòbils i de material agrícola, 2 guixaires pintors, 3 lampisteries, 1 electricista, 1 perruqueria i 1 restaurant.
Dels 5 establiments comercials que hi havia el 2009, 2 eren botiges de menys de 120 m², 2 fleques i 1 una carnisseria.
L'any 2000 a Champagnac hi havia 27 explotacions agrícoles que ocupaven un total de 1.323 hectàrees.

## Equipaments sanitaris i escolars
L'únic equipament sanitari que hi havia el 2009 era una farmàcia.
El 2009 hi havia 1 escola maternal integrada dins d'un grup escolar amb les comunes properes formant una escola dispersa i 1 escola elemental integrada dins d'un grup escolar amb les comunes properes formant una escola dispersa.

## Poblacions més properes
El següent diagrama mostra les poblacions més properes.